# Branko Ilič
Branko Ilič (* 6. Februar 1983 in Ljubljana) ist ein ehemaliger slowenischer Fußballspieler.

## Spielerkarriere

### Verein
Nachdem sich Branko Ilič in der ersten slowenischen Liga durchsetzen konnte, wurde er im Januar 2007 zunächst an Betis Sevilla ausgeliehen, ehe er im Sommer desselben Jahres für 1,5 Millionen € von den Spaniern gekauft wurde. Sein erster Auftritt für die Andalusier war gleich das Stadtderby gegen den FC Sevilla im Viertelfinale der Copa del Rey. Am 4. Februar 2007 spielte er sein erstes Liga-Match für Betis gegen Athletic Bilbao, bei dem er ein Tor vorbereiten konnte.
Es folgten Stationen bei FK Moskau, Lokomotive Moskau, Anorthosis Famagusta und Hapoel Tel Aviv. Im Januar 2015 wechselte er dann zum FK Partizan Belgrad, wo er den Meistertitel feiern konnte. Dann ging er im Sommer zu FK Astana, wo er erneut Meister wurde. Es folgte ein kurzer Abstecher nach Japan zu den Urawa Red Diamonds. Hier spielte er aber nur eine Partie in der AFC Champions League, in der Liga kam er zu keinem Einsatz.
Von Februar 2017 bis zum Januar 2019 spielte er für Olimpija Ljubljana und wechselte dann ablösefrei zum dänischen Erstligisten Vejle BK.

### Nationalmannschaft
Ilič durchlief sämtliche Jugendnationalmannschaften Sloweniens und debütierte am 18. August 2004 für die A-Nationalmannschaft im Testspiel gegen Montenegro (1:1). Sein einziges Tor erzielte er in der EM-Qualifikation 2016 beim 6:0-Sieg gegen San Marino. Inklusive seiner letzten Partie am 17. November 2015 bestritt Ilič 63 Länderspiele.

## Erfolge
- Slowenischer Meister: 2007, 2018
- Serbischer Meister: 2015
- Kasachischer Meister: 2015
- Slowenischer Pokalsieger: 2018